# 古田俊之助
古田 俊之助（ふるた しゅんのすけ、1886年（明治19年）10月15日 - 1953年（昭和28年）3月23日）は、日本の実業家で、第七代住友総理事である。第2次大戦の敗戦により、住友財閥が解体され、住友最後の総理事となる。

## 来歴・人物
京都府葛野郡衣笠村字等持院（現・京都市北区等持院北町）の寺侍井上数馬・エンの五男として生まれる。1899年（明治32年）14歳の時、大阪製鎖所を経営する古田敬徳の養子となり、大阪府一中（現・大阪府立北野高等学校）に進んだ。六高を経て、1910年（明治43年）東京帝国大学工科大学を卒業し、住友総本店に入社する。
入社以来、ほとんど住友伸銅所の技術畑を歩き、1935年（昭和10年）の住友金属工業誕生とともに、専務取締役に任ぜられ、翌1936年（昭和11年）には合資理事として住友の大幹部の1人となった。時代の利も手伝い、古田は長らく不振にあえいでいた住友の金属事業を驚異的成長に導いた。1933年（昭和8年）住友伸銅鋼管専務在任時には住友の満洲進出の方針の下、満洲に渡り、「財閥満洲に入るべからず」と反財閥的感情の強かった関東軍首脳部を説き伏せ、翌1934年（昭和9年）には満洲住友鋼管を設立した。
1938年（昭和13年）住友本社専務理事、1941年（昭和16年）代表兼総理事となり、古田は彼と同格の人物の存在を十分配慮して、総理事就任とともに、本社に3名の常務理事を置き、合議制で本社の業務を運営する一方、主要傘下事業では専務制を廃止してそれぞれの社長を任命し、日常の業務運営の権限を各社に大幅に委譲する方針をとった。この方針のより徹底した形が、戦局も押し迫った1944年（昭和19年）に成立した「住友戦時総力会議」であった。これは住友本社がもっていた本来の性格中傘下事業の参謀本部的性格を抽出して、これをこの会議に変形させたのであった。すなわち従来理事会で決定していた傘下事業運営上の諸問題について関係諸会社の意志を直接になんらの束縛なく反映させ、総力を結集強化する機関であった。
1944年（昭和19年）小磯内閣顧問に就任。1949年（昭和24年）第3次吉田内閣の経済最高顧問。また住友鉱業、住友金属工業など同系列会社会長、大阪商船、大日本航空などの取締役を歴任した。1950年（昭和25年）関西経済連合会顧問、1951年（昭和26年）大阪商工会議所顧問も務めた。

## 家族・親族
妻は政治家・中村純九郎の次女。陸上選手で日本人初のオリンピック金メダリストである織田幹雄は義弟（相婿）。妻の伯母に天文学者・寺尾寿の先妻がいる。